# جولشان كومار
جولشان كومار (بالإنجليزية: Gulshan Kumar Dua)‏ (5 مايو 1956 - 12 أغسطس 1997) كان رجل أعمال هندي مؤسس علامة T-Series الموسيقية (Super Cassettes Industries Ltd.)، ومنتج أفلام بوليوود. أسس T-Series في الثمانينيات وأسسها كشركة تسجيل رائدة في التسعينيات.
في عام 1997، قُتل على يد شركة D-Company لنقابة عالم الجريمة في مومباي. بعد وفاته، تم تشغيل T-Series منذ ذلك الحين من قبل شقيقه الأصغر كريشان كومار وابنه بوشان كومار. كما أن ابنتيه تولسي كومار وخوشالي كومار مغنيات تشغيل.

## وصلات خارجية
- جولشان كومار على موقع IMDb (الإنجليزية)
- جولشان كومار على موقع ميوزك برينز (الإنجليزية)
- جولشان كومار على موقع قاعدة بيانات الفيلم (الإنجليزية)